# شهرستان هاید (داکوتای جنوبی)
شهرستان هاید، داکوتای جنوبی (به انگلیسی: Hyde County, South Dakota) یک سکونتگاه مسکونی در ایالات متحده آمریکا است که در داکوتای جنوبی واقع شده‌است.

## خصوصیات
شهرستان هاید ۲٬۲۴۴ کیلومترمربع مساحت دارد.